# Ждановский городской совет
 Ждановский городской совет — одна из административно-территориальных единиц в составе Донецкой области. Входит в состав Горловско-Енакиевской агломерации.

## Состав[1]
Ждановский городской совет – 122 860 чел.
- город Ждановка – 12 044 чел.
- пгт Ольховка – 727 чел.
- Сельское население (посёлок Молодой Шахтёр) – 89 чел.

Всего: 1 город (1 горсовет), 1 пгт, 1 посёлок.

## Экономика
Угольная промышленность.